# Posel (priimek)
Posel je 7986. najbolj pogost priimek v Sloveniji, ki ga je po podatkih Statističnega urada Republike Slovenije na dan 31. decembra 2007 uporabljalo 45 oseb.
Posel je najbolj zastopan v Podravju, od koder tudi izvira. 

## Znani nosilci priimka
- Simona Pečnik Posel (*1964), kemičarka in pedagoginja
- Franc Posel (*1964), kemik
- Robert Posel (*1967), fizik